# Konwolutor z AFP
Uzasadnienie: Hasło konwolutor opisuje prawdopodobnie to samo urządzenie wykorzystujące AFP, dokonujące splotu dwóch sygnałów i mające dwa przetworniki międzypalczaste. Dyskusja wikiprojektu:Elektronika#Konwolutor (diff)

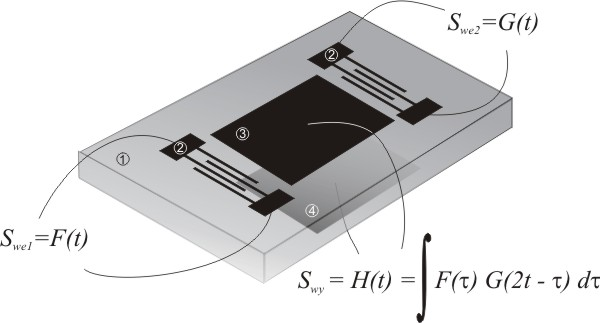
Konwolutor. 1-podłoże piezoelektryczne, 2-przetworniki międzypalczaste, 3-górna elektroda splatająca, 4-elektroda odniesienia (masa układu).

Konwolutor z AFP (konwolutor sprężysty; ang. convolver) – układ akustoelektroniczny wykonujący analogowy splot dwóch sygnałów wejściowych. W najprostszej wersji urządzenie składa się z dwóch przetworników międzypalczastych (przetworników wejściowych), pomiędzy którymi umieszczona jest metalowa elektroda (górna elektroda splatająca). 
Sygnał splotu pobierany z tej elektrody (i elektrody odniesienia) uzyskuje się w wyniku nieliniowego oddziaływania akustycznych fal powierzchniowych pod elektrodą splatającą realizującą na swej długości całkowanie oddziaływających ze sobą sygnałów. Urządzenie wykonuje tzw. splot zdegenerowany:
{\displaystyle f(x)*g(x)=\int \limits _{-\infty }^{\infty }f(t)g(x-2t)dt}
różniący się od zwykłego splotu występowaniem czynnika 2t zamiast t w wyrażeniu podcałkowym. Czynnik 2 jest rezultatem względnego podwojenia prędkości fal propagujących się w przeciwnych kierunkach.
Konwolutory wykorzystywane są m. in do analogowej, adaptatywnej filtracji dopasowanej sygnałów, stanowią też podstawowe elementy konstrukcyjne procesorów Fouriera z AFP.